# Historia del antiguo Egipto
La historia del Antiguo Egipto abarca desde los primeros asentamientos prehistóricos de la zona septentrional del Valle del Nilo hasta la conquista romana de Egipto en el año 30 a. C.
El período faraónico comienza en el siglo 32 a. C., cuando el Alto y Bajo Egipto fueron unificados bajo un único faraón, y acaba en el siglo IV a. C., cuando el país cayó bajo el dominio macedonio en el año 332 a. C.

## Cronología
NotaPara otras revisiones de la cronología de Egipto ver Cronología egipcia.
La historia de Egipto se divide en períodos diferentes según la dinastía de cada faraón. La datación de los hechos sigue siendo un tema de investigación. La datación habitual no descansa en fechas absolutamente fiables dentro de un período de unos tres milenios. Según la cronología egipcia convencional, la lista de períodos es la siguiente:
- Egipto predinástico (antes de 3100 a. C.)
- Naqada III («Período protodinástico», aproximadamente entre 3100 – 3000 a. C., también conocido como «Dinastía 0»)
- Período arcaico (Primera y Segunda Dinastías)
- Imperio antiguo (de la Tercera a la Sexta Dinastía)
- Primer período intermedio (de la Séptima u Octava a la Decimoprimera Dinastía)
- Imperio medio (Decimosegunda y Decimotercera Dinastías)
- Segundo período intermedio (de la Decimocuarta a la Decimoséptima Dinastía)
- Imperio nuevo (de la Decimoctava a la Vigésima Dinastía)
- Tercer período intermedio (también conocido como Período libio; de la Vigesimoprimera a la Vigesimoquinta Dinastía)
- Período tardío (de la Vigesimosexta a la Trigesimoprimera Dinastía)
- Egipto ptolemaico (305-30 a. C.)

## Egipto neolítico

### Período neolítico
El Nilo ha sido el soporte vital de la cultura egipcia desde que los cazadores-recolectores nómadas comenzaron a vivir a sus orillas durante el Pleistoceno. Se pueden observar vestigios de estos primeros habitantes en los distintos utensilios y rocas talladas que se han encontrado a lo largo de las riberas del río y en los oasis.
A lo largo del Nilo y durante el duodécimo milenio, una cultura del Paleolítico superior que molía grano y utilizaba hoces primitivas reemplazó a otra cultura anterior de cazadores-recolectores que utilizaba herramientas de piedra. Hay rastros, anteriores al octavo milenio a. C, de asentamientos humanos y de pastoreo en el extremo sudoeste de Egipto, cerca de la frontera con Sudán. A pesar de lo cual no es posible mantener la teoría de un episodio de domesticación bovina independiente en África ya que las investigaciones realizadas durante un período de 30 años no pueden confirmarlo.
Los restos más antiguos de domesticación de ganado que se han encontrado en África aparecen en la zona de Fayún hacia el 4400 a. C.
Pruebas geológicas y modelos climáticos realizados por ordenador indican que alrededor del octavo milenio a. C. se produjeron cambios climáticos que secaron las extensas llanuras de pastoreo de África del Norte y acabaron formando el desierto del Sahara hacia el siglo XXV a. C.
La sequía obligó a los primeros antepasados de los egipcios a asentarse alrededor del Nilo y a llevar un tipo de vida más sedentario. Sin embargo, el período que va del noveno al sexto milenio a. C. ha dejado muy poca evidencia arqueológica.

### Egipto prehistórico

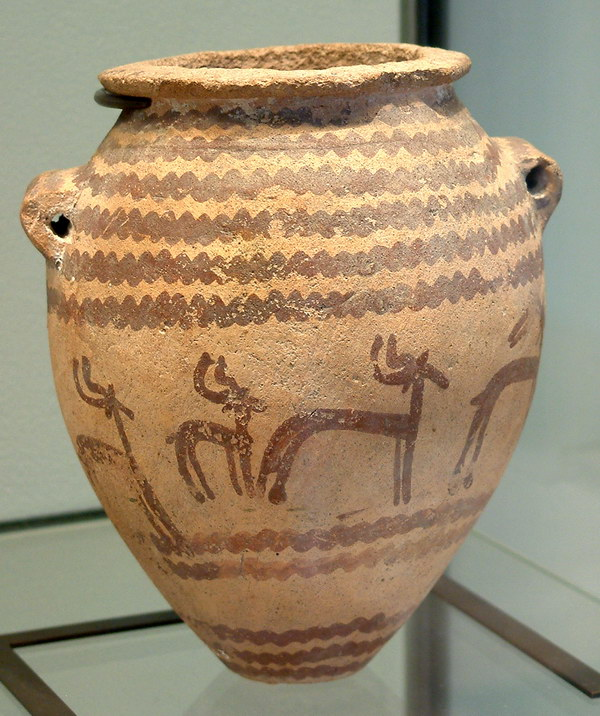
Vasija de la cultura gerzense decorada con gacelas, expuesta en el Museo del Louvre.

El valle del Nilo en Egipto no fue habitable hasta que se procedió a desbrozar sus orillas y a irrigar las tierras adyacentes. Sin embargo, parece que el desbroce y la irrigación ya estaba en marcha en el sexto milenio. Para entonces, la población del Nilo ya se dedicaba a la agricultura organizada y a la construcción de grandes edificios.
En ese mismo período, los egipcios de la zona suroeste del país criaban ganado y también construían grandes edificios. El uso del mortero empezó en el cuarto milenio. Los habitantes del valle y del delta del Nilo eran autosuficientes y cultivaban cebada y farro, una variedad de trigo, que almacenaban en pozos cubiertos con cañas. Criaban ganado —cabras y cerdos—, tejían lino y fabricaban cestos.
Entre el año 5500 y el siglo XXXI a. C., florecieron pequeños asentamientos a lo largo del Nilo, cuyo delta desemboca en el mar Mediterráneo. 
La cultura tasiana fue la siguiente en aparecer en el Alto Egipto a partir del 4500 a. C. El nombre de esta cultura proviene de las tumbas encontradas en Deir Tasa, emplazamiento situado en la orilla este del Nilo, entre Asiut y Panópolis. La cultura tasiana destaca por haber realizado la primera cerámica negra, un tipo de cerámica roja y marrón y pintada de negro en el borde superior y en el interior.
La cultura badariense, llamada así por el yacimiento de El-Badari, cerca de Deir Tasa, sucedió a la tasiana; sin embargo, las similitudes entre ambas hacen que muchos investigadores no las tengan por distintas. La cultura badariense continuó elaborando el tipo de cerámica llamada negra (aunque con una calidad superior) y se le asignaron los números del 21 al 29 en la secuencia de datación relativa de Flinders Petrie. La diferencia más significativa que impide a los especialistas fusionar ambas culturas (tasiana y badariense) es que los yacimientos badarienses son de la época calcolítica y los tasianos siguen siendo  neolíticos, y por ello pertenecientes a la Edad de Piedra.

#### Naqada I

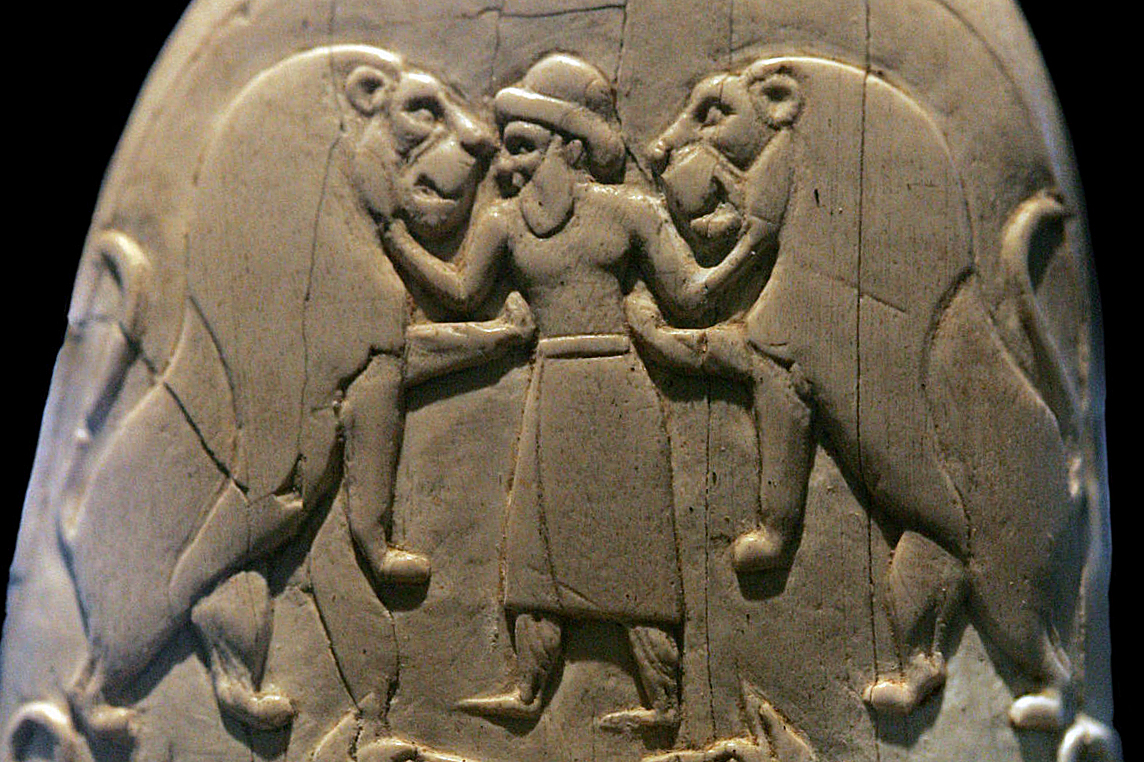
Grabado de rey mesopotámico como maestro de los animales en el cuchillo de Gebel el-Arak, datado en el período Naqada II c. 3300-3200 a. C., Abydos, Egipto. En el Museo del Louvre, referencia E 11517. Esta obra de arte muestra la influencia de Mesopotamia en Egipto en una época temprana y el estado de la iconografía real de Mesopotamia durante el período de Uruk.

La prehistoria continua a lo largo de este período dando inicio a la cultura amratiense o Nagada I.
La cultura amratiense lleva el nombre de El Amra, población que se halla a unos 120 km al sur de El Badari. El Amra fue el primer yacimiento donde se encontró esta cultura sin mezclar con la posterior cultura gerzense. Sin embargo, este período está mejor atestiguado en Naqada, y por eso también se conoce como cultura «Naqada I». La cerámica negra se continuó elaborando, pero en ese período también se empezó a realizar un tipo de cerámica decorada con líneas blancas paralelas entrecruzadas entre sí. 
El período amratiense se extiende del 30 al 39 en la datación relativa. Los objetos encontrados recientemente en las excavaciones indican que ya existía comercio entre el Alto y el Bajo Egipto durante este período. En El Amra se encontraron un jarrón de piedra del norte y cobre, que no se encuentra en Egipto, por lo que parece que fue importado de Sinaí o quizás de Nubia. Durante este período, se importaron de Nubia obsidiana y una pequeña cantidad de oro. También es probable que se comerciara con los oasis.

#### Naqada II
La cultura gerzense («Naqada II»), cuyo nombre deriva del yacimiento de Al-Gerzeh, supuso el siguiente paso en el desarrollo cultural. Durante este período que se establecieron las bases del antiguo Egipto. 
La cultura gerzense era en gran parte una evolución de la amratiense. Empezó en el delta del Nilo y se extendió hacia el sur a través del Alto Egipto, pero no pudo imponerse a la amratiense en la zona de Nubia. La cultura gerzense coincidió con una disminución considerable de las precipitaciones y la mayor parte de la alimentación provenía de la actividad agrícola. 
Con el incremento de los alimentos disponibles la población adoptó un estilo de vida mucho más sedentario, y los asentamientos más grandes derivaron en ciudades de unos 5000 habitantes. Fue en esta época cuando se empezó a utilizar el adobe en la construcción de ciudades. El cobre, en lugar de la piedra, se utilizó cada vez más para fabricar herramientas y armas. Se utilizaron plata, oro, lapislázuli (importado de Badajsán, actualmente Afganistán) y loza egipcia para usos ornamentales, y las paletas utilizadas, desde la cultura badariense, para pintarse los ojos empezaron a adornarse con relieves. 
En el siglo 33 a. C., justo antes de la Primera Dinastía de Egipto, el país se encontraba dividido en dos reinos conocidos más tarde como el Alto Egipto, al sur, y el Bajo Egipto, al norte. La frontera ente ambos se encontraba aproximadamente en la zona ocupada por la actual ciudad de El Cairo.

## Egipto dinástico

### Período dinástico temprano

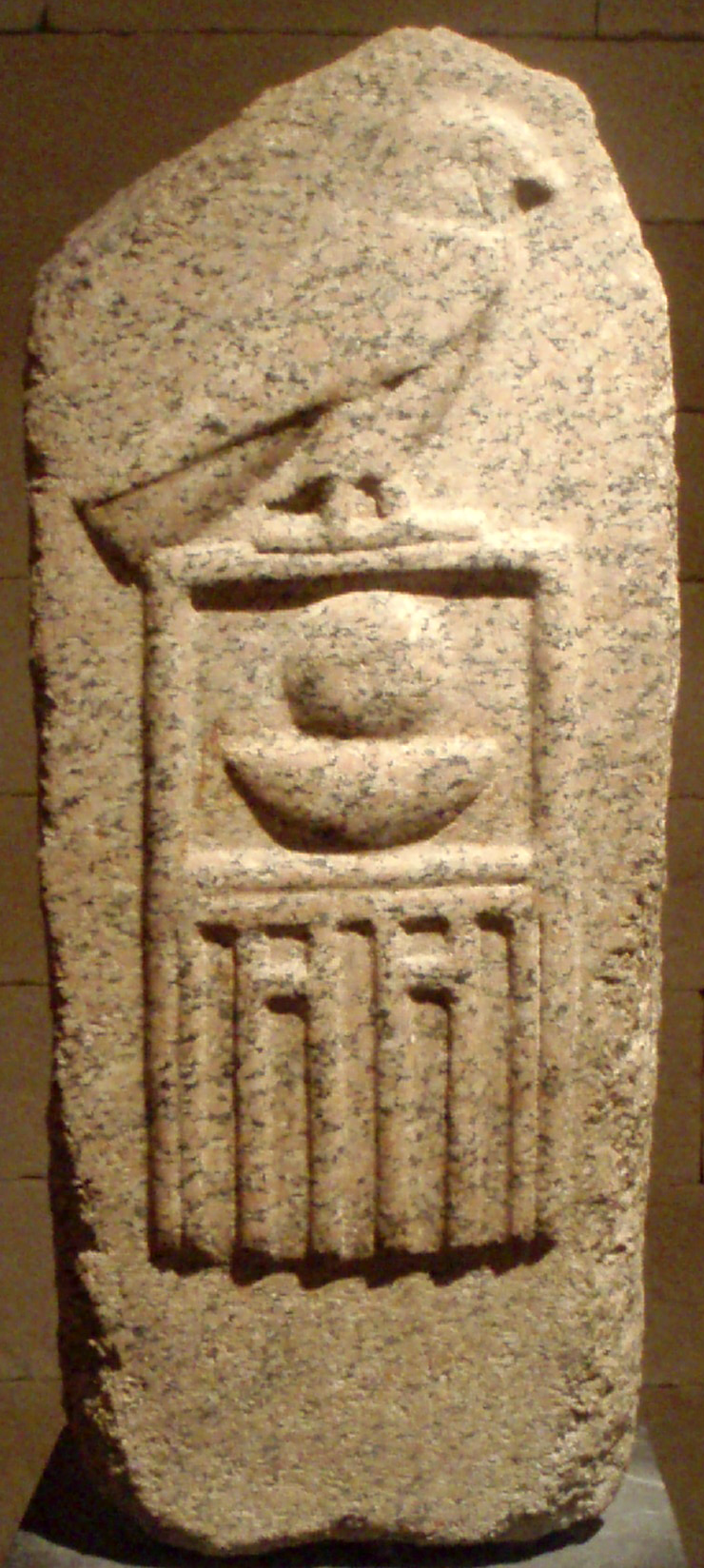
Estela de la Segunda Dinastía Faraón Nebra, muestra el jeroglífico del nombre de Horus con una serekh sobre Horus. Expuesto en el Metropolitan Museum of Art.

Los registros históricos del Antiguo Egipto comienzan con Egipto como un estado unificado, alrededor del 3150 a. C. La tradición egipcia considera a Menes el primer rey, del que se cree que unificó el Alto y el Bajo Egipto. 
Antes de la unificación de Egipto, el territorio estaba dividido en asentamientos autónomos. Con las primeras dinastías, y durante gran parte de la historia subsiguiente de Egipto, el país pasó a conocerse como las Dos Tierras. Los faraones crearon una administración nacional y nombraban gobernadores reales. Toda la cultura egipcia, sus tradiciones, su expresión artística, su arquitectura y estructura social estaban muy ligadas a la religión, que era muy estable pues apenas cambió durante un período de casi 3000 años. 
La cronología egipcia, cuyos elementos son los años de reinado, comenzó en este período. La cronología convencional se aceptó durante todo el siglo XX, pero sin incluir ninguna de las principales revisiones propuestas. Los arqueólogos, incluso dentro de un mismo estudio, suelen ofrecer como posibles varias fechas, o incluso varias cronologías. Por consiguiente, puede haber discrepancias entre las fechas que se muestran aquí y las que aparecen en otros artículos sobre determinados gobernantes o sobre cuestiones relacionadas con el Antiguo Egipto. También hay distintas variantes ortográficas para los nombres propios. 
Normalmente los egiptólogos dividen la historia de la civilización faraónica según el listado de la Aegyptíaka de Manetón, que fue escrito durante el reinado de los primeros Ptolomeos en el siglo III a. C. Según Manetón, el primer faraón fue Menes, pero según los hallazgos arqueológicos el primer gobernante que aseguraba haber unido las dos tierras fue Narmer, el último rey del período Naqada III. Su nombre es conocido gracias a la famosa Paleta de Narmer, cuyas escenas han sido interpretadas como el acto de unir el Alto y el Bajo Egipto. Menes se considera ahora como uno de los títulos de Aha, el segundo faraón de la Primera Dinastía. 
Las prácticas funerarias de la élite dieron lugar a la construcción de las mastabas, que después sirvieron de modelo para posteriores construcciones del Reino Antiguo, como la pirámide escalonada, que parece tener su origen durante la Tercera Dinastía de Egipto.

### Imperio Antiguo

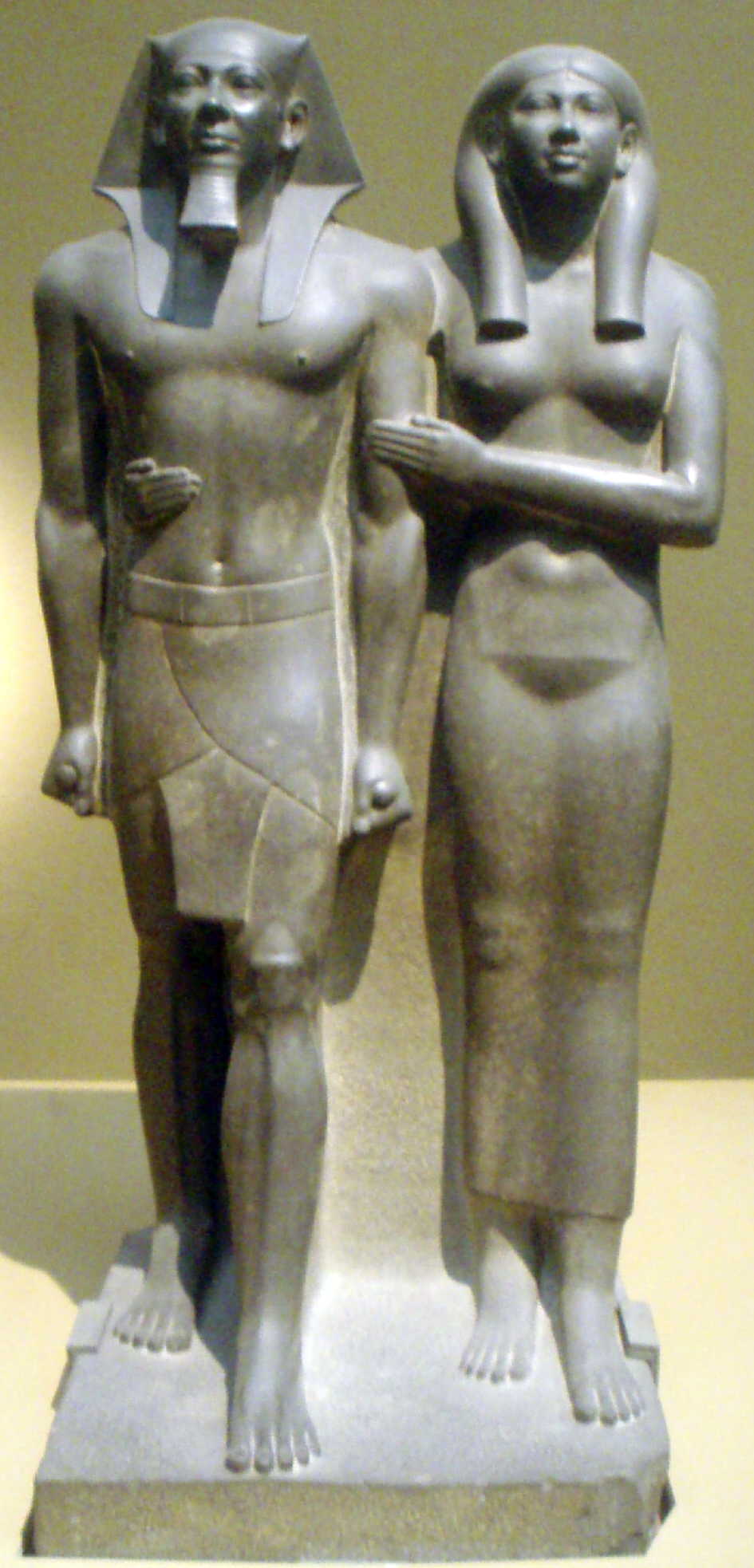
Estatua en grauvaca del faraón Menkaura y de su reina consorte, Khamerernebty II. Originariamente en el templo de Guiza, ahora se expone en el Museo de Bellas Artes de Boston.

El Imperio Antiguo es considerado habitualmente como el período que media entre la Tercera y la Sexta Dinastía (2686–2181 a. C.) La capital de Egipto durante este período se encuentra en Menfis, donde Zoser (2630–2611 a. C.) estableció su corte.
Quizá sea más conocido el Imperio Antiguo por el gran número de pirámides que se construyeron como monumentos funerarios para los faraones. Por este motivo, este período se conoce como «la Era de las Pirámides». El primer faraón destacado del Imperio Antiguo fue Zoser, de la Tercera Dinastía, quien ordenó construir la primera pirámide, llamada la Pirámide escalonada de Zoser, en la necrópolis de Saqqara en Menfis. 
Fue en este período cuando los estados que habían sido independientes hasta entonces se convirtieron en nomos o distritos, gobernados únicamente por el faraón. Los anteriores dirigentes locales se vieron obligados a asumir el papel de nomarcas o gobernadores, o servir como recaudadores de impuestos. Los egipcios de esta época adoraban al faraón como a un dios y creían que gracias a él se garantizaba la inundación anual del Nilo, tan necesaria para sus cosechas.
El Imperio Antiguo y el poder de sus reyes alcanzaron su plenitud durante la Cuarta Dinastía. Se cree que Seneferu, fundador de la dinastía, habría encargado la construcción de al menos tres pirámides. Su hijo y sucesor, Jufu, más conocido como Keops, erigió la Gran Pirámide de Guiza. Seneferu fue el faraón que hizo más movimiento de piedra y ladrillo. Jufu, su hijo Jafra (Kefrén) y su nieto Menkaura (Micerino) lograron fama eterna gracias a la construcción de la Necrópolis de Guiza.
Organizar y alimentar a los trabajadores que construían las pirámides requería un gobierno centralizado con gran poder, y los egiptólogos consideran que el Imperio Antiguo en este período demostró tener ese nivel de sofisticación. Una excavación reciente cerca de las pirámides, realizada por Mark Lehner, ha dejado al descubierto una gran ciudad, donde se habrían alojado los obreros de las pirámides. Durante un tiempo se creyó que fueron esclavos quienes construyeron estos monumentos, una teoría basada en la narración del Éxodo, uno de los libros de la Biblia hebrea. Pero el estudio de las tumbas de los obreros que construyeron las pirámides ha puesto de manifiesto que fueron construidas por una corvea de campesinos de todos los rincones de Egipto. Aparentemente trabajaron mientras la inundación anual cubría sus campos, junto a un enorme equipo de trabajadores especializados (obreros, pintores, matemáticos, sacerdotes).
La Quinta Dinastía comenzó con Userkaf aproximadamente en el 2495 a. C. y se caracterizó por la creciente importancia del culto a Ra, el dios del Sol. Por consiguiente, se dedicó menos esfuerzo que durante la Cuarta Dinastía a la construcción de complejos de pirámides y más a la construcción de templos al Sol en Abusir. La decoración de las pirámides se fue volviendo cada vez más elaborada durante esta dinastía y su último rey, Unis, fue el primero que mandó grabar los Textos de las Pirámides en los muros de la suya. 
Los intereses de expansión de Egipto para comerciar con ébano, incienso, mirra, oro, cobre y otros metales incitaron a los antiguos egipcios a navegar a mar abierto. Hay indicios en la pirámide de Sahura, segundo rey de la dinastía, que muestran la existencia de comercio regular con Siria para adquirir madera de cedro. Los faraones también organizaron expediciones al país de Punt, posiblemente el Cuerno de África, para conseguir ébano, marfil y resinas aromáticas.
Durante la Sexta Dinastía (2345–2181 a. C.), el poder de los faraones se fue debilitando en beneficio de los poderosos nomarcas. Estos ya no pertenecían a la familia real y su cargo era hereditario, creando así dinastías locales independientes de la autoridad central del faraón. Hacia el final de la dinastía surgieron desórdenes internos durante el larguísimo reinado de Pepy II (2278–2184 a. C.). Su muerte, posterior a la de sus herederos, pudo haber creado luchas por la sucesión e hizo que el país entrara en un periodo de guerra civil pocas décadas después del fin de su reinado. El golpe final se produjo en el siglo XXII a. C., cuando un episodio climático de sequía severa produjo un bajo nivel en la inundación del Nilo durante muchos años seguidos. El resultado fue la caída del Imperio Antiguo, seguida por décadas de hambre y enfrentamientos.

### Primer Período Intermedio

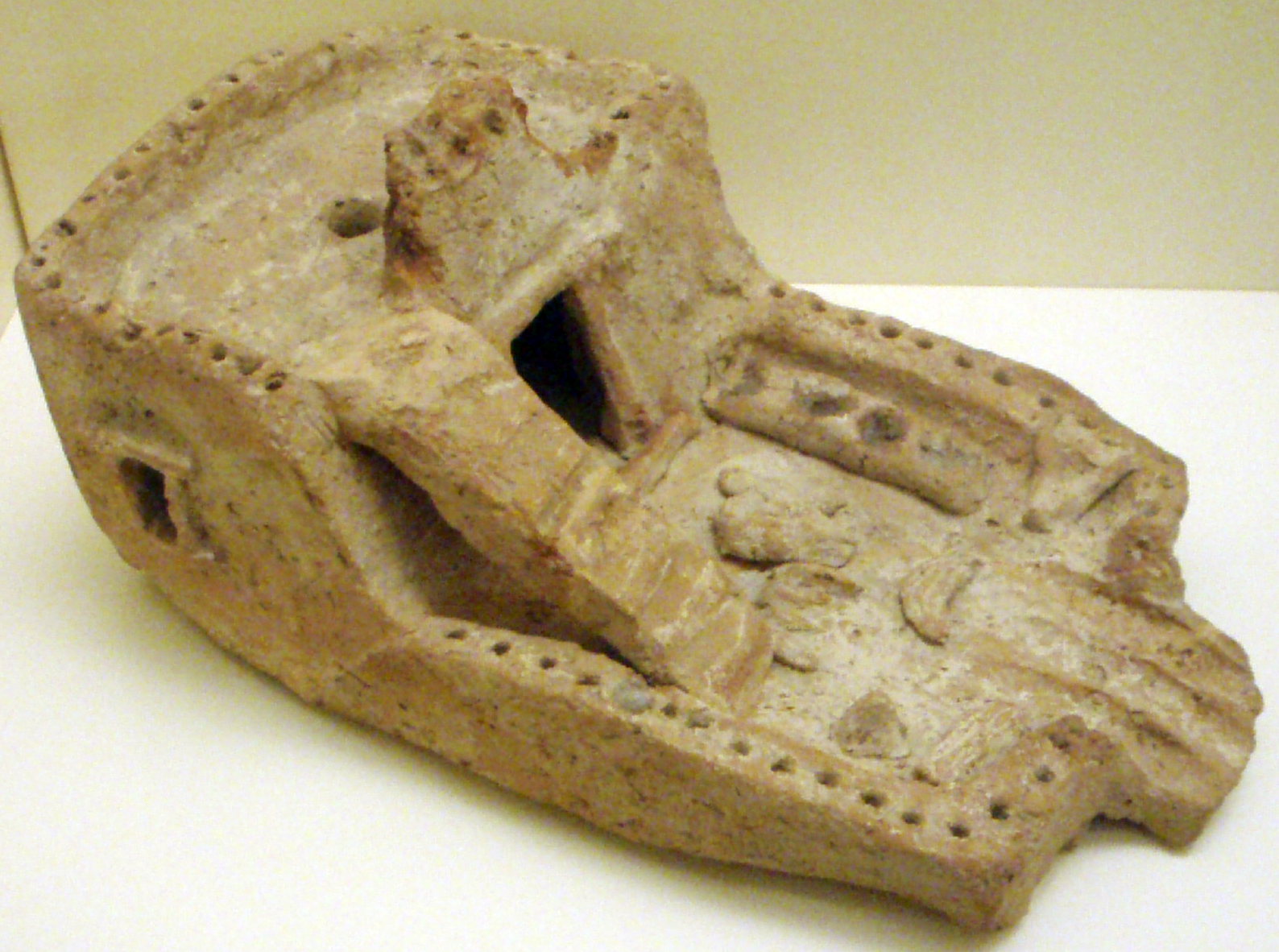
Modelo de casa en cerámica utilizado en un funeral del Primer Período Intermedio, expuesto en el Museo Real de Ontario.

A la caída del Imperio Antiguo le siguió un período de unos 200 años, conocido como el Primer período intermedio, en el que gobernaron un grupo bastante oscuro de faraones, desde el final de la Sexta Dinastía hasta la Décima y la mayor parte de la Decimoprimera. La mayoría de estos faraones eran probablemente nomarcas locales que no tenían mucho poder fuera de su nomo. 
Hay unos textos conocidos como «Lamentaciones», que datan del primer período del subsiguiente Imperio Medio, que pueden arrojar algo de luz sobre lo que sucedió durante esta etapa. Algunos de estos textos aluden al derrumbe del poder, otros a la invasión de «arqueros asiáticos». En general los relatos giran en torno a que el orden natural de las cosas, tanto en la sociedad como en la naturaleza, ha sido trastocado. 
Es también muy probable que durante este período se saquearan todas las pirámides y complejos funerarios. Otras «Lamentaciones» aluden a este hecho, y hacia el inicio del Imperio Medio aparecen momias decoradas con conjuros mágicos que hasta entonces solo se habían encontrado en las pirámides de los reyes de la Sexta Dinastía.
Hacia el año 2160 a. C., una nueva línea de faraones, la Novena y Décima Dinastías, consolidaron el Bajo Egipto desde su capital en Heracleópolis Magna. Una línea rival, la Decimoprimera Dinastía radicada en Tebas, reunificó el Alto Egipto. Se hizo inevitable un choque entre las dos dinastías rivales y en torno al año 2055 a. C. las fuerzas tebanas derrotaron a los faraones heracleopolitanos y unificaron las Dos Tierras. El reinado de su primer faraón, Mentuhotep II, marca el inicio del Imperio Medio.

### Imperio Medio

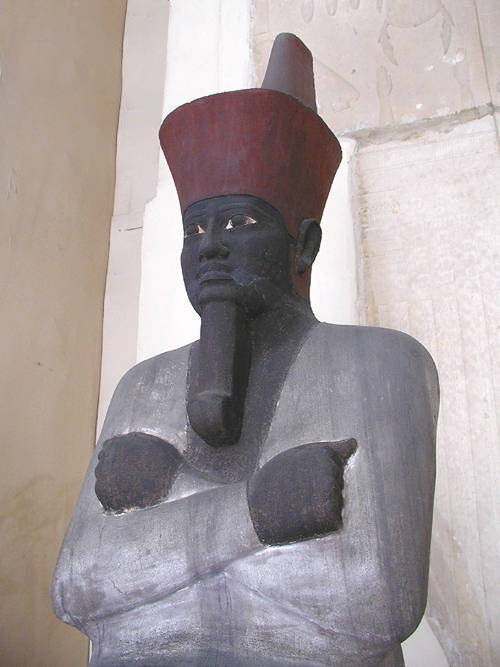
Una estatua Osiris de Mentuhotep II, el fundador del Imperio Medio

El Imperio Medio es el período de la historia del Antiguo Egipto que comprende desde el año 39 del reinado de Mentuhotep II, de la Decimoprimera Dinastía, hasta el final de la Decimotercera Dinastía, esto es, aproximadamente entre el 2030 y el 1650 a. C.
El período se divide en dos etapas: una primera, la Decimoprimera Dinastía, que gobernó desde Tebas, y otra posterior, la Decimosegunda Dinastía, cuya capital fue El Lisht. Se consideraba que estas dos dinastías agotaban el alcance de este imperio unificado, pero recientemente algunos historiadores consideran que el primer período de la Decimotercera Dinastía pertenece también al Imperio Medio.
Los primeros faraones del Imperio Medio tienen su origen en dos nomarcas de Tebas, Intef el viejo, que sirvió a un faraón heracleopolitano de la Décima Dinastía, y su sucesor Mentuhotep I. El sucesor de este último, Intef I, fue el primer nomarca de Tebas que reclamó un Nombre de Horus y, con ello, el trono de Egipto. Se le considera el primer faraón de la Decimoprimera Dinastía. Su pretensión arrastró a los tebanos a un conflicto con los dirigentes de la Décima Dinastía. Intef I y su hermano Intef II emprendieron varias campañas hacia el norte y finalmente conquistaron el importante nomo de Abidos. La guerra continuó de manera intermitente entre las dinastías tebanas y heracleopolitanas hasta el año 39 del reinado de Mentuhotep II, segundo sucesor de Intef II. En este momento los heracleopolitanos fueron derrotados y la Dinastía de Tebas se impuso en Egipto. 
Se sabe que Mentuhotep II lideró campañas militares contra Nubia, que había conseguido ser independiente durante el Primer Período Intermedio. También hay indicios de acciones militares contra el Levante Meridional. El rey reorganizó el país y puso un visir al frente de la administración civil del país.
Mentuhotep III, hijo y sucesor de Mentuhotep II, organizó una expedición a Punt. Durante su reinado se realizaron algunas de las mejores esculturas egipcias. Mentuhotep IV, sucesor de Mentuhotep III, fue el último faraón de esta dinastía. Aunque no aparece en algunas de las listas de faraones, tenemos confirmación de su reinado gracias a unas inscripciones en Uadi Hammamat que muestran expediciones a la costa del Mar Rojo y a la cantera de la piedra utilizada para los monumentos reales.
El líder de esta expedición fue su visir Amenemhat, quien presumiblemente fue el futuro faraón Amenemhat I, el primer faraón de la Decimosegunda Dinastía. Algunos egiptólogos creen que Amenemhat usurpó el trono o asumió el poder después de que Mentuhotep IV muriera sin descendencia. Amenemhat I construyó una nueva capital para Egipto, Ity-tauy, que se encontraría cerca de la actual El Lisht, aunque Manetón afirma que la capital permaneció en Tebas. Amenemhat pacificó con contundencia el malestar interno, redujo los derechos de los nomarcas y realizó al menos una campaña contra Nubia.
Su hijo Sesostris I continuó la política de su padre para recuperar Nubia y otros territorios perdidos durante el Primer período intermedio. Los Libu fueron sometidos durante su largo reinado de cuarenta y cinco años, y la prosperidad y seguridad de Egipto resultaron reforzadas.
Sesostris III (1878–1839 a. C.) fue un rey guerrero, condujo a sus tropas al interior de Nubia y construyó un conjunto de fuertes masivos en todo el país para definir las fronteras de Egipto frente a las áreas no conquistadas del territorio. 
Amenemhat III (1860–1815 a. C.) es considerado el último gran faraón del Imperio Medio. La población de Egipto incrementó los excedentes en la producción de alimentos durante el reinado de Amenemhat III, quien en vista de ello ordenó la explotación del Fayún y aumentó las operaciones mineras en la península del Sinaí. También invitó a colonos de Asia Occidental para trabajar en los monumentos de Egipto. A finales de su reinado, las inundaciones anuales del Nilo comenzaron a disminuir, menguando los recursos del gobierno. 
Tanto la Decimotercera como la Decimocuarta Dinastía presenciaron el lento declive de Egipto hacia el Segundo Período Intermedio, en el que algunos de los colonos invitados por Amenemhat III tomaron el poder, siendo conocidos como los hicsos.

### Segundo Período Intermedio y los hicsos

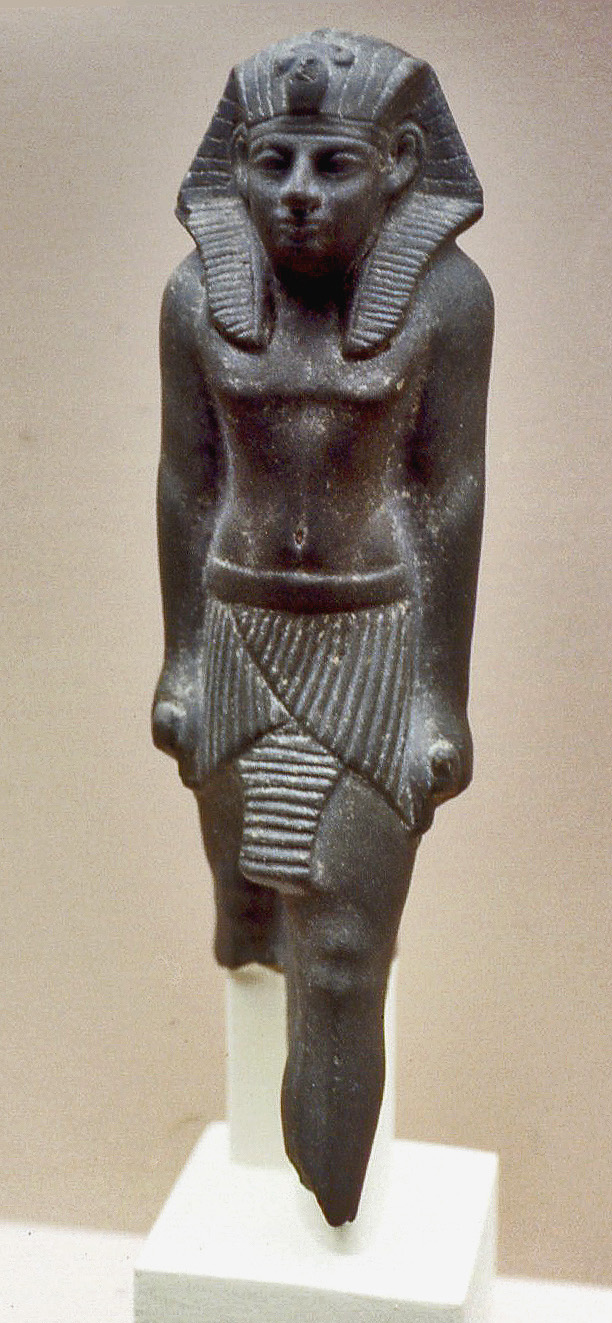
Estatuilla de Meryanjra Metuhotep, un faraón menor de la Dinastía XVI, que reinó en la región de Tebas hacia. 1585 a. C.

El Segundo Período Intermedio es una época en la que Egipto quedó sumido de nuevo en el caos, entre el fin del Imperio Medio y el comienzo del Imperio Nuevo. Se la conoce como la época en que los hicsos aparecieron en Egipto, cuyos reinados constituyen la Decimoquinta Dinastía.
La Decimotercera Dinastía no pudo mantener el control en todo el alargado territorio de Egipto. Una familia que provenía del Cercano Oriente y que habitaba en la zona oriental del delta, en Avaris, se separó de la autoridad central para formar la Decimocuarta Dinastía. La escisión de estos territorios probablemente sucedió poco después de los reinados de los poderosos faraones de la Decimotercera Dinastía Neferhotep I y Sebekhotep IV, hacia el 1720 a. C.
Los hicsos aparecieron por primera vez en Egipto en torno al 1650 a. C. cuando tomaron el control de Avaris y rápidamente se desplazaron hacia el sur hasta Menfis, poniendo fin así a las dinastías Decimotercera y Decimocuarta. La historia tradicional de la «invasión» de los hicsos se encuentra en la Aegyptíaka (Historia de Egipto) de Manetón, que cuenta cómo en este tiempo los hicsos, liderados por Salitis, fundador de la Decimoquinta Dinastía, conquistaron Egipto. 
Sin embargo, más recientemente la idea de una migración, con poca o ninguna violencia, ha ganado adeptos. Según esta teoría, los gobernantes egipcios de la Decimotercera y Decimocuarta Dinastías no pudieron impedir que estos nuevos migrantes viajaran a Egipto desde el Cercano Oriente, porque sus reinos no lograban hacer frente a sus propios problemas, entre ellos posiblemente el hambre y las epidemias. Fuera o no pacífica la invasión, el estado debilitado de las Decimotercera y Decimocuarta Dinastías podría explicar por qué cayeron tan rápido ante el poder emergente de los hicsos.
Los príncipes y jefes hicsos gobernaron en el delta oriental con sus vasallos egipcios. Los gobernantes de la Decimoquinta Dinastía establecieron su capital y sede del gobierno en Menfis y su residencia de verano en Avaris. Pero poco a poco se fueron dirigiendo hacia el sur para controlar el Alto Egipto. Cuando Menfis cayó en poder de los hicsos, la casa egipcia que gobernaba en Tebas declaró su independencia y se estableció como la Decimosexta Dinastía. Otra dinastía de corta duración pudo haber hecho lo mismo en el Egipto central, aprovechando el vacío de poder creado por la caída de la Decimotercera Dinastía, y formar la Dinastía de Abidos.
Hacia 1600 a. C., los hicsos se habían instalado con éxito en el Egipto central, eliminando la Dinastía de Abidos y amenazando a la Decimosexta Dinastía. Esta última no pudo resistir y Tebas cayó en manos de los hicsos durante un período muy corto, hacia 1580 a. C. Luego los hicsos se retiraron rápidamente hacia el norte y Tebas recuperó cierta independencia bajo la Decimoséptima Dinastía. A partir de entonces, las relaciones de los hicsos con el sur fueron básicamente comerciales, aunque parece ser que los príncipes de Tebas reconocieron a los gobernantes hicsos y posiblemente les pagaran tributo durante algún tiempo. 
La Decimoséptima Dinastía resultó ser la salvación de Egipto al emprender una guerra de liberación que expulsó a los hicsos hacia Asia. Los dos últimos reyes de esta dinastía fueron Seqenenra Taa y Kamose. Amosis I completó la conquista y la expulsión de los hicsos del delta del Nilo, restauró el gobierno de Tebas sobre todo Egipto y reafirmó con éxito el poder egipcio en los antiguos territorios dependientes de Nubia y del Cercano Oriente meridional. Su reinado marca el inicio de la Decimoctava Dinastía y del Imperio Nuevo.

### Imperio Nuevo
Posiblemente por haber sufrido el gobierno de los hicsos durante el Segundo Período Intermedio, a lo largo del Imperio Nuevo Egipto intentó crear un estado colchón frente al Levante mediterráneo, alcanzando así su máxima extensión territorial. Por el sur se expandió hacia Nubia y por el norte se hizo con amplios territorios en el Cercano Oriente, llegando a enfrentarse los ejércitos egipcios a los ejércitos hititas para ganar el control de la actual Siria.

#### Decimoctava Dinastía

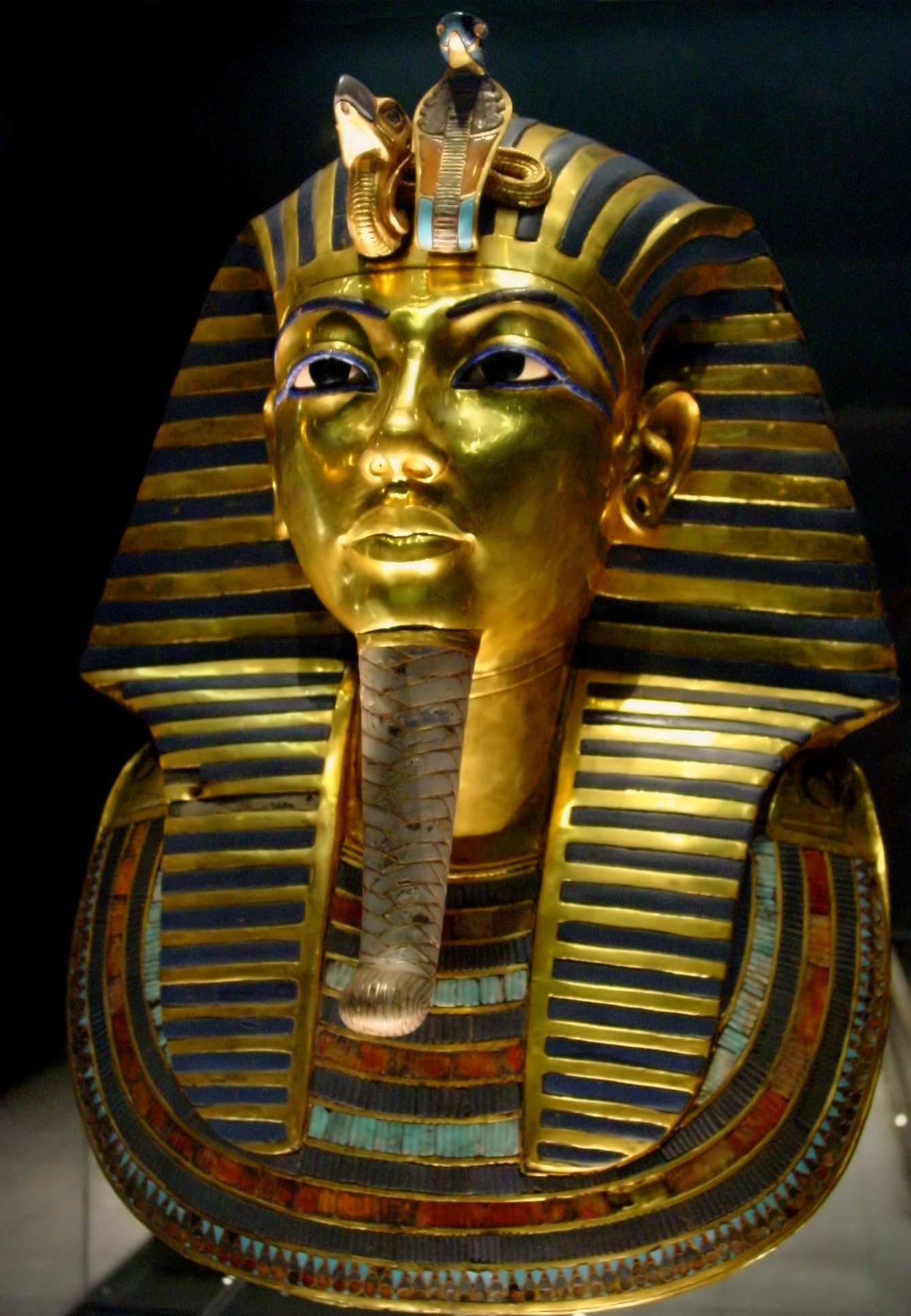
Máscara de oro de la momia de Tutankamón

Esta dinastía supuso una época de gran riqueza y poder para Egipto. Algunos de los faraones más importantes y conocidos, como Hatshepsut, gobernaron durante este período. Hatshepsut es un caso atípico ya que era una mujer, hecho singular en la historia egipcia. Era una líder ambiciosa y competente, que extendió el comercio egipcio hacia el sur hasta la actual Somalia y hacia el norte hasta el Mediterráneo. Gobernó durante veinte años mediante una combinación de propaganda y habilidad política. 
Su corregente y sucesor Tutmosis III («el Napoleón de Egipto») amplió el ejército y lo dirigió con gran éxito. Sin embargo, al final de su reinado, ordenó que el nombre de Hatshepsut fuera eliminado de los monumentos. Luchó contra los asiáticos y fue el faraón egipcio que logró mayores triunfos. Durante el reinado de Tutmosis III (aproximadamente entre los años 1479–1425 a. C.), el término «faraón», que originalmente se refería al palacio del rey, se convirtió en la forma de dirigirse a la persona del rey.
Amenofis III amplió el templo de Karnak, al que añadió el templo de Lúxor que consistía en dos pilonos, una columnata detrás de la entrada al templo y un nuevo templo dedicado a la diosa Maat.
Uno de los faraones más conocidos de la Decimoctava Dinastía es Amenofis IV, que cambió su nombre por Akenatón en honor al dios Atón. Su culto exclusivo a Atón, a veces llamado atonismo, es reconocido como el primer culto monoteísta de la historia. El atonismo y otros cambios que lo acompañaron pertubaron seriamente a la sociedad egipcia. Akenatón construyó una nueva capital en Amarna, lugar que da a su reinado y a los pocos que le siguieron su nombre moderno, el Período amarniense. El arte de Amarna se distancia claramente de las convenciones anteriores del arte egipcio. 
Bajo sus sucesores —Tutankamón y Horemheb fueron los que tuvieron un reinado más largo— se restableció la adoración a los antiguos dioses y se desfiguraron o destruyeron muchas de las obras de arte y de los monumentos creados durante el reinado de Akenatón. Cuando Horemheb murió sin heredero, dejó por sucesor a Ramsés I, fundador de la Decimonovena Dinastía.

#### Decimonovena Dinastía

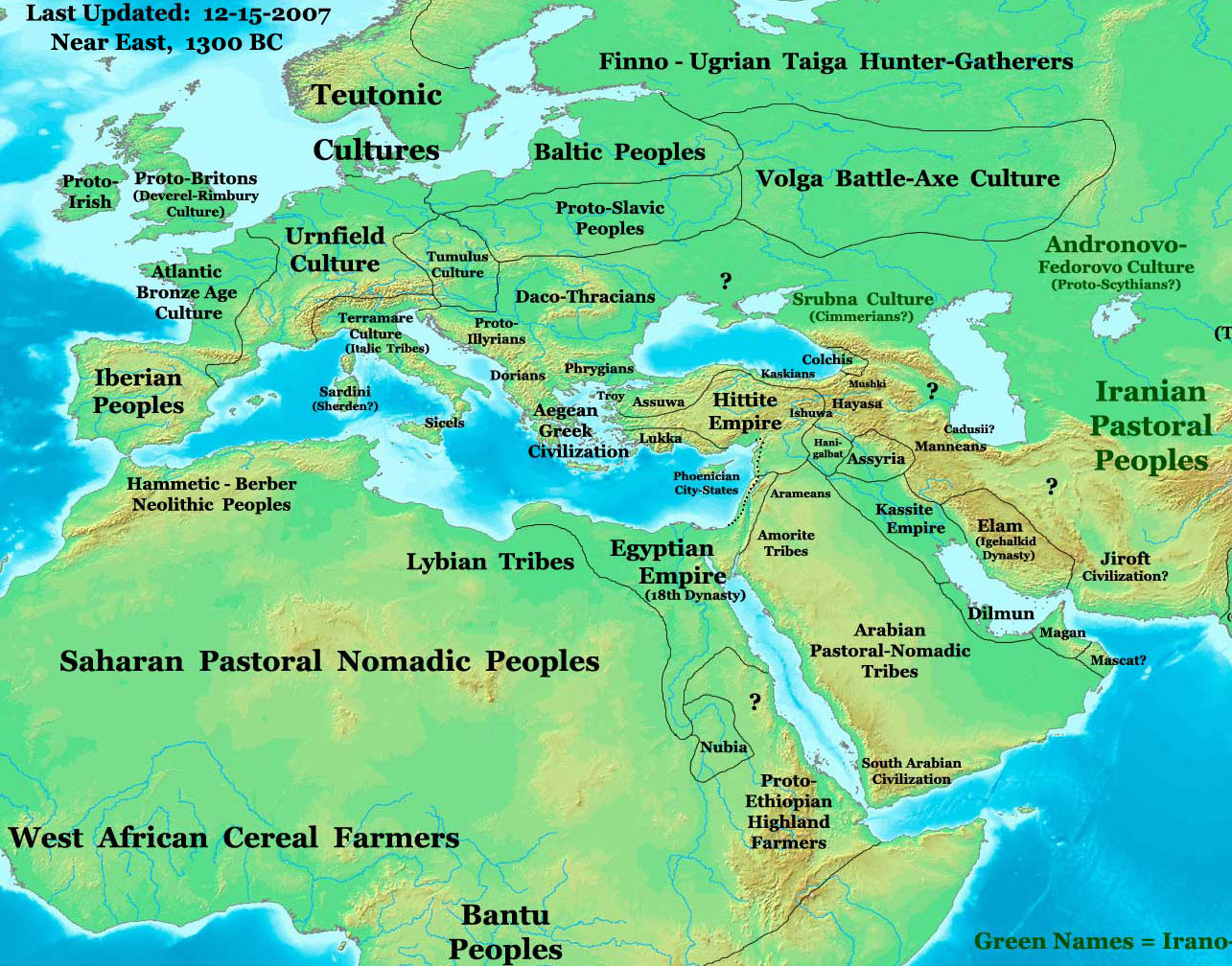
Egipto y su mundo en 1300 a. C.

Ramsés I reinó durante dos años y fue sucedido por su hijo Seti I, quien terminó la labor de Horemheb de restaurar el poder, el control y el respeto del Egipto tradicional. También construyó el complejo de templos de Abidos.
Puede decirse que el poder del Antiguo Egipto como estado tuvo su punto culminante en el reinado de Ramsés II «el Grande», de la Decimonovena Dinastía. Reinó 67 años, desde la edad de 18, y continuó la labor de su padre Seti I, construyendo templos espectaculares como los de Abu Simbel en la frontera con Nubia. Trató de recuperar territorios en la zona del Cercano Oriente que habían sido una vez ganados por la Decimoctava Dinastía. Sus campañas de reconquista culminaron en la Batalla de Qadesh en 1274 a. C., donde dirigió a los ejércitos egipcios contra los del rey hitita Muwatalli II y se dejó atrapar en la primera emboscada militar documentada de la historia. 

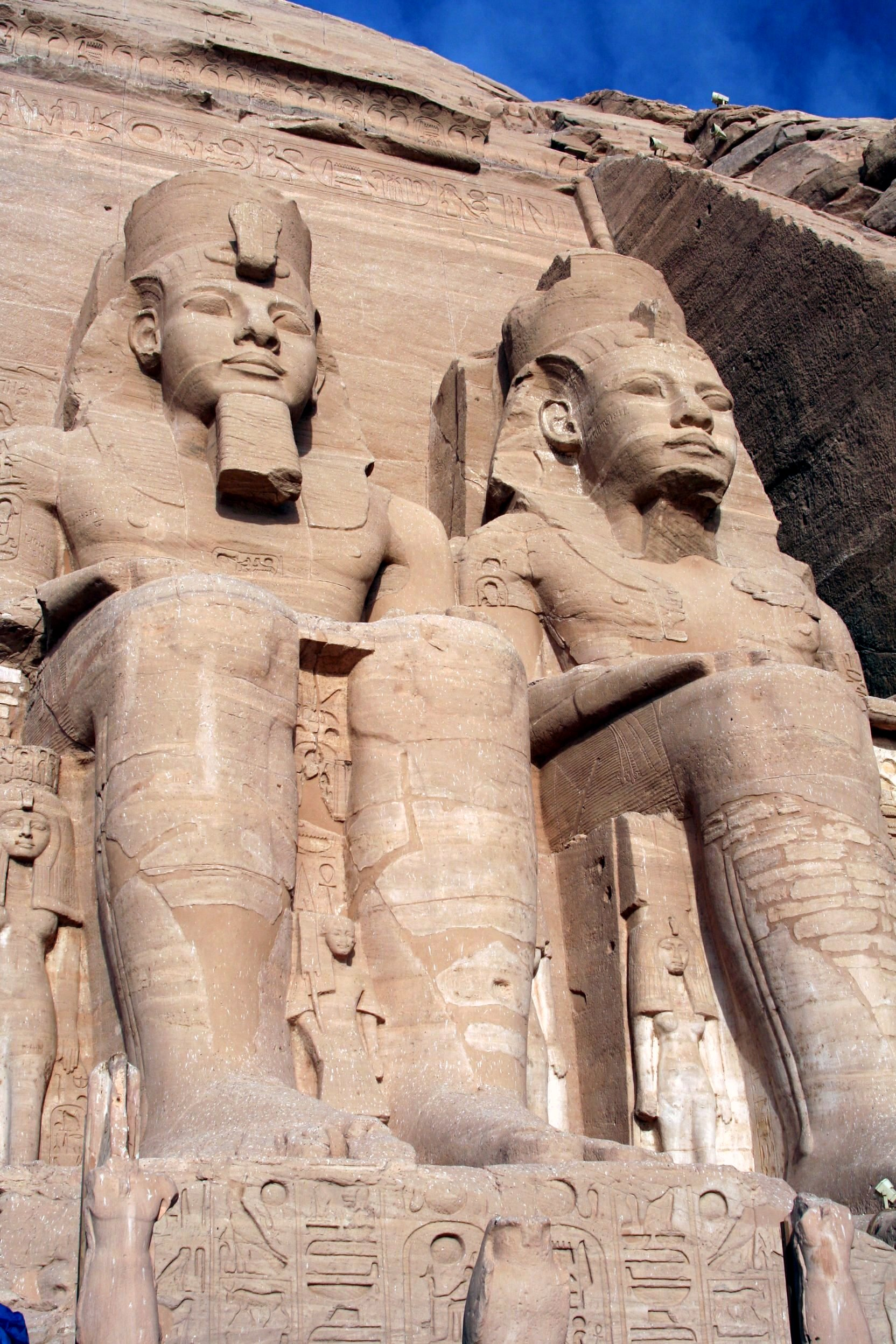
Representaciones colosales de Ramsés II en uno de los templos de Abu Simbel.

Ramsés II fue famoso por el gran número de hijos que engendró con sus distintas esposas y concubinas. La tumba que construyó en el Valle de los Reyes para sus hijos —a muchos de los cuales sobrevivió— ha resultado ser el complejo funerario más grande de Egipto. 
Sus sucesores inmediatos continuaron las campañas militares, aunque progresivamente obstaculizadas por turbulencias en la corte. Ramsés II fue sucedido por su hijo Merenptah y luego por el hijo de este, Seti II. El trono de Seti II fue disputado por su medio hermano Amenmeses, quien podría haber gobernado temporalmente desde Tebas.
Después de su muerte, Siptah, hijo de Seti II, posiblemente aquejado de poliomielitis durante toda su vida, accedió al trono gracias al canciller Bay, un plebeyo de Asia Occidental que actuó como visir en la sombra. Tras la muerte temprana de Siptah, Tausert, viuda de Seti II y posiblemente hermana de Amenmesse, subió al trono. 
Un período de anarquía al final del corto reinado de Tausert provocó una reacción nativa contra el control extranjero que derivó en la ejecución de Bay y la coronación de Sethnajt, estableciéndose así la Vigésima Dinastía.

#### Vigésima Dinastía.
Se considera que el último «gran» faraón del Imperio Nuevo fue Ramsés III, hijo de Sethnajt, que reinó durante tres décadas después de la época de Ramsés II (aproximadamente entre 1279–1213 a. C.). En el octavo año de su reinado, los pueblos del mar invadieron Egipto por vía terrestre y marítima. Ramsés III los derrotó en dos grandes batallas. Afirmó haberlos sometido como pueblos vasallos asentándolos en el sur de Canaán, aunque hay pruebas de que fueron ellos mismos los que se abrieron paso hasta esa región. Su presencia en Canaán pudo contribuir a la posterior aparición de nuevos estados, tales como Filistea, tras el desmorononamiento del Imperio Egipcio. También tuvo que luchar contra la invasión de tribus libias en dos grandes campañas en la parte occidental del delta, en los años sexto y undécimo de su reinado.
El alto coste de estas actividades bélicas agotó progresivamente la hacienda de Egipto y contribuyó a su gradual declive en Asia. Una muestra de la gravedad de la situación la aporta la primera huelga conocida de la historia, ocurrida durante el año 29 del reinado de Ramsés III, cuando no se pudo abastecer a la élite de operarios y artesanos de las tumbas reales en la localidad de Deir el-Medina con sus raciones de comida. Además, algo en el aire impidió que llegara la cantidad acostumbrada de luz solar dificultando el crecimiento del arbolado durante casi dos décadas completas, hasta el 1140 a. C. Una posible causa sería la denominada «erupción Hekla 3» en Islandia, pero hay discrepancias en cuanto a la datación de ese suceso.
Después de la muerte de Ramsés III hubo largos enfrentamientos entre sus herederos. Tres de sus hijos asumirían el poder como Ramsés IV, Ramsés VI y Ramsés VIII. Además, en esa época Egipto también fue asolado por una serie de sequías, inundaciones bajas del Nilo, hambrunas, disturbios civiles y corrupción oficial. El poder del último faraón, Ramsés XI, fue tan débil que en el sur los sumos sacerdotes de Amón se convirtieron en los gobernantes efectivos del Alto Egipto, mientras que Esmendes I se hacía con el control de Bajo Egipto incluso antes de la muerte de Ramsés XI. Esmendes I terminaría siendo el fundador de la Vigesimoprimera Dinastía en Tanis.

### Tercer Período Intermedio

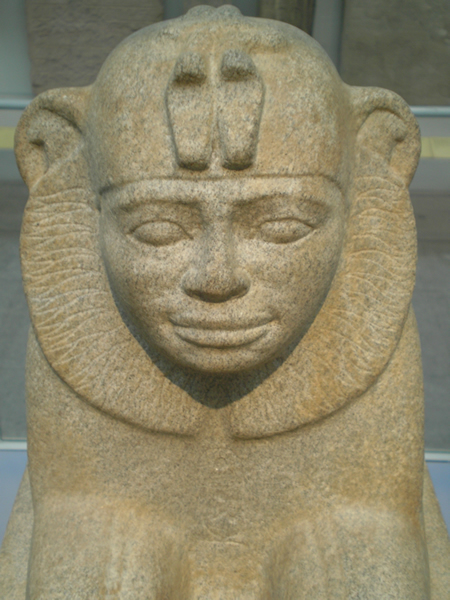
Esfinge del faraón nubio Taharqo.

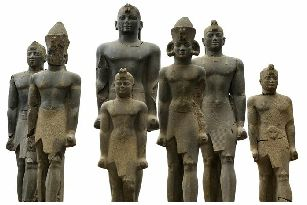
Estatuillas de faraones de la Dinastía XXV.

Después de la muerte de Ramsés XI, su sucesor Esmendes I gobernó desde la ciudad de Tanis en el norte, mientras que en Tebas los sumos sacerdotes de Amón dirigían el sur del país aun reconociendo, posiblemente solo de nombre, a Esmendes I como rey. De hecho, esta división fue menos significativa de lo que parece, ya que tanto los sacerdotes como el faraón provenían de la misma familia. El sumo sacerdote Pianj asumió el control del Alto Egipto gobernando desde Tebas, llegando su control en el norte hasta El-Hibah. (El sumo sacerdote Herihor murió antes que Ramsés XI pero también fue un gobernante independiente en la práctica durante los últimos tiempos del reinado del rey). El país fue dividido de nuevo en dos partes: los sacerdotes en Tebas y los faraones en Tanis. Sus reinados no destacan por nada y fueron sustituidos, sin lucha aparente, por los reyes libios de la Vigesimosegunda Dinastía.
Egipto había tenido desde hace mucho tiempo lazos con Libia. El primer rey de la nueva dinastía, Sheshonq I, era de la tribu libia de los mashauash y estuvo al frente del ejército bajo el último gobernante de la Vigesimorpimera Dinastía, Psusenes II. Unificó el país al poner a los sacerdotes de Amón bajo el control de su propio hijo, a quien nombró Sumo Sacerdote, un cargo que anteriormente era hereditario. Los escasos testimonios escritos de este período dan a entender que tal sistema no se consolidó.
Parece ser que había grupos subversivos que terminaron creando la Vigesimotercera Dinastía, que fue paralela al último período de la Vigesimosegunda Dinastía. El país fue unificado por la Vigesimosegunda Dinastía, fundada por Sheshonq I en 945 o 943 a. C., lo que  aportó estabilidad al país durante más de un siglo. Pero después del reinado de Osorkon II el país se volvió a dividir en dos estados, con Sheshonq III de la Vigesimosegunda Dinastía controlando el Bajo Egipto, hacia  el 818 a. C., y Takelot II, junto con su hijo (más tarde Osorkon III), gobernando el Medio y Alto Egipto.
Después de la retirada egipcia de Nubia, al final del Imperio Nuevo, una dinastía nativa pasó a gobernar Nubia. Bajo el mandato del rey Pianjy, el fundador nubio de la Vigesimoquinta Dinastía, los nubios avanzaron hacia el norte para vencer a sus oponentes libios que gobernaban en el delta. Pianjy llegó a controlar el territorio hasta Menfis. Su oponente Tafnajt terminó sometiéndose, pero se le permitió gobernar el Bajo Egipto y fundar la efímera Vigesimocuarta Dinastía en Sais. El Reino de Kush al sur aprovechó esta división e inestabilidad política para derrotar al poder combinado de un grupo de gobernantes nativos egipcios tales como Peftjaubast, Osorkon IV de Tanis y Tafnajt de Sais. 
Sucedieron a Pianjy primero su hermano, Shabako y más tarde sus dos hijos Shabitko y Taharqo. Taharqo unificó las Dos Tierras del norte y sur de Egipto y creó un imperio tan grande como no lo había sido desde el Imperio Nuevo. Faraones como Taharqo construyeron o restauraron templos y monumentos en todo el valle del Nilo, en Menfis, Karnak, Kawa y Gebel Barkal. Durante la Vigesimoquinta Dinastía, el valle del Nilo vio la primera construcción generalizada de pirámides (muchas en el Sudán actual) desde el Imperio Medio.
El prestigio internacional de Egipto disminuyó considerablemente en esta época. Los aliados internacionales del país estaban bajo la influencia de Asiria y desde aproximadamente el 700 a. C. la cuestión era cuándo se produciría una guerra entre los dos estados. El reinado de Taharqo y el de su sucesor, Tanutamani, estuvieron repletos de conflictos con los asirios a quienes ganaron en múltiples ocasiones, hasta que finalmente perdieron Tebas y Menfis fue saqueado.

### Período tardío
A partir del año 671 a. C., Menfis y la región del delta se convirtieron en el blanco de muchos ataques por parte de los asirios, que expulsaron a los nubios y entregaron el poder a los reyes clientelares de la Vigesimosexta Dinastía. Psamético I fue el primero en ser reconocido como rey de todo Egipto y aportó progresiva estabilidad al país durante sus 54 años de reinado desde la nueva capital de Sais. 
Cuatro reyes saítas consecutivos continuaron gobernando Egipto con éxito y de forma pacífica del 610 al 526 a. C., manteniendo a los babilonios relativamente apartados con la ayuda de mercenarios griegos. Sin embargo, durante esta época el emperador babilonio Nabucodonosor II (605–562 a. C.) luchó contra los egipcios y los rechazó hasta el Sinaí. En el 567 a. C. se enfrentó al faraón Amosis II y llegó a invadir brevemente el territorio mismo de Egipto.
Al final de esta época una nueva potencia aparecía en Oriente Medio: Persia. El faraón Psamético III se enfrentó a las fuerzas de Persia en Pelusio, donde fue derrotado. Aunque logró escapar a Memfis finalmente fue capturado y ejecutado.

### Dominación persa

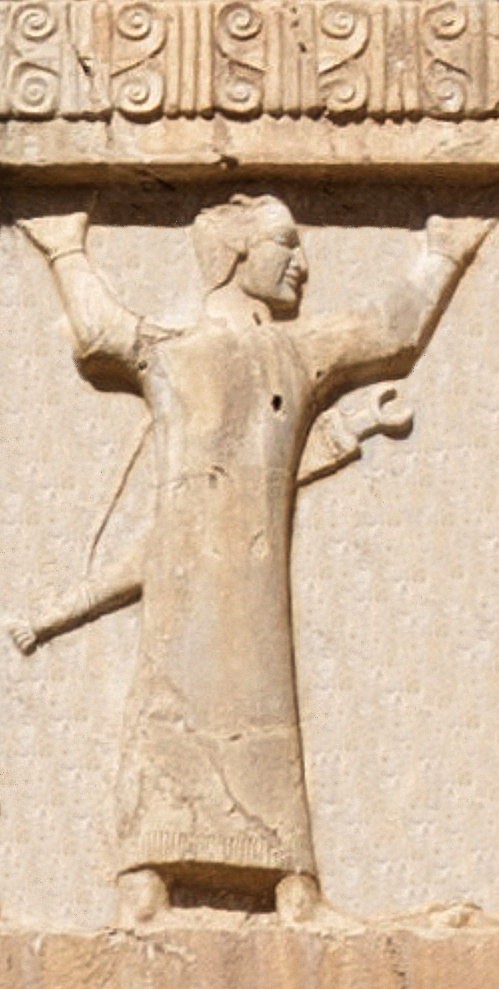
Soldado egipcio del ejército aqueménida, h. 470 a. C. Relieve en la tumba de Jerjes I.

La historia del Egipto aqueménida puede diidirse en tres épocas: una primera de ocupación persa en la que Egipto se convirtió en una satrapía, seguida por una etapa de independencia, y una nueva y última época de ocupación.
El rey persa Cambises II tomó el título formal de faraón, se hizo llamar Mesuti-Re, «el nacido de Ra», e hizo sacrificios a los dioses egipcios. Fundó la Vigesimoséptima Dinastía. Egipto, junto a Chipre y Fenicia, conformó la sexta satrapía del Imperio aqueménida. 
Los sucesores de Cambises, Darío I el Grande y Jerjes I, continuaron con una política similar, visitaron el país y lo protegieron de un ataque ateniense. Es probable que Artajerjes I y Darío II también visitaran el país, aunque no está documentado, pero no impidieron el descontento de los egipcios. 
Durante la guerra de sucesión que estalló en el 404 a. C., tras el reinado de Darío II, Amirteo lideró una rebelión y los egipcios recuperaron su independencia. Este único gobernante de la Vigesimoctava Dinastía murió en el 399 a. C. y el poder pasó a la Vigesimonovena Dinastía. La Trigésima Dinastía se estableció en el 380 a. C. y duró hasta el 343 a. C. Nectanebo II fue el último faraón nativo de Egipto.
Artajerjes III (358–338 a. C.) reconquistó el valle del Nilo pero el poder persa duró unos pocos años (343–332 a. C.). En el 332 a. C. el sátrapa persa Mazaces entregó sin lucha el país a Alejandro Magno. El Imperio aqueménida había finalizado y durante un tiempo Egipto fue una satrapía en el imperio de Alejandro. Posteriormente los Ptolomeos y luego los romanos gobernaron el valle del Nilo.

### Dinastía ptolemaica
En el año 332 a. C. Alejandro III de Macedonia conquistó Egipto sin que los persas opusieran apenas resistencia. Los egipcios le recibieron como un libertador. Visitó Menfis y fue en peregrinación al oráculo de Amón en el Oasis de Siwa. El oráculo lo declaró hijo de Amón. Se ganó a los egipcios por el respeto que mostró hacia su religión, pero nombró a griegos para casi todos los altos cargos del estado. Fundó una nueva ciudad griega, Alejandría, para ser la nueva capital. Alejandro podía disponer ahora de la riqueza de Egipto para emprender la conquista del resto del imperio persa y, a principios del año 331 a. C., condujo a sus ejércitos hacia Fenicia. Ya nunca regresó a Egipto.

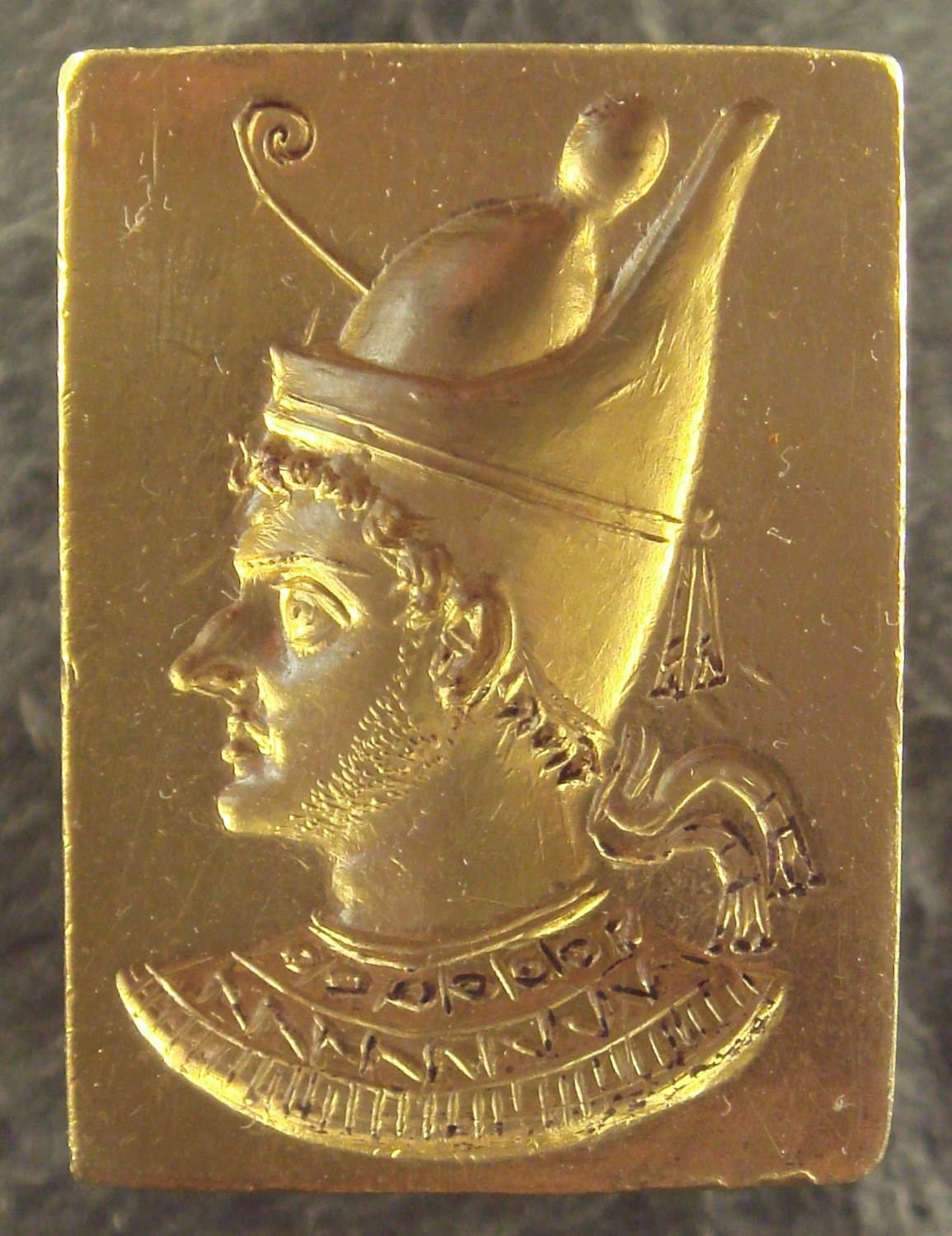
Anillo con retrato grabado de Ptolomeo VI Filometor como faraón (III–II siglo a. C.). Museo del Louvre.

Tras la muerte de Alejandro en Babilonia, en 323 a. C., estalló una lucha por la sucesión entre sus generales. Pérdicas gobernó el imperio como regente para el medio hermano de Alejandro, Arrideo (luego denominado Filipo III de Macedonia), y para el hijo pequeño de Alejandro, Alejandro IV de Macedonia. 
Pérdicas nombró a Ptolomeo, uno de los compañeros más próximos a Alejandro, para gobernar Egipto en nombre de  ambos reyes. Sin embargo, ante la desintegración del imperio de Alejandro, Ptolomeo pronto se estableció como gobernante independiente. Logró defender a Egipto contra una invasión de Pérdicas en el año 321 a. C. y afianzó su posición en Egipto y zonas aledañas durante las guerras de los Diádocos (322–301 a. C.). En 305 a. C. Ptolomeo tomó el título de faraón y como Ptolomeo I Sóter («Salvador») fundó la Dinastía ptolemaica, que gobernó en Egipto durante casi 300 años.
Los siguientes ptolomeos adoptaron las tradiciones egipcias casándose con sus hermanas, representándose en los monumentos públicos con el estilo y vestimenta egipcia y participando en su vida religiosa. No obstante, la cultura helenística prosperó en Egipto incluso más allá de la conquista musulmana. Los egipcios aceptaron rápidamente a los ptolomeos como sucesores de los faraones de un Egipto independiente, y la familia de Ptolomeo gobernó Egipto hasta la conquista romana en el año 30 a. C. 
Todos los gobernantes masculinos de la dinastía tomaron el nombre de Ptolomeo. Las reinas, algunas de las cuales eran hermanas de sus maridos, solían recibir el nombre de Cleopatra, Arsínoe o Berenice. El miembro más famoso de la dinastía fue la última reina, Cleopatra VII, conocida por su papel en las batallas de la política romana entre Julio César y Pompeyo y, más tarde, entre Octaviano y Marco Antonio. Su aparente suicidio durante la conquista de Egipto por Roma supuso el final de la época ptolemaica en Egipto.

### Egipto Faraónico
- Adkins, L.; Adkins, R (2001). The Little Book of Egyptian Hieroglyphics. London: Hodder and Stoughton.
- Baines, John and Jaromir Malek (2000). The Cultural Atlas of Ancient Egypt (revised edición). Facts on File. ISBN 978-0-8160-4036-0.
- Bard, KA (1999). Encyclopedia of the Archaeology of Ancient Egypt. NY, NY: Routledge. ISBN 978-0-415-18589-9.
- Bierbrier, Morris (1984). The Tomb Builders of the Pharaohs. New York, NY: Charles Scribner's Sons. ISBN 978-0-684-18229-2.
- Booth, Charlotte (2005). The Hyksos Period in Egypt. Shire Egyptology. ISBN 978-0-7478-0638-7.
- Cerny, J (1975). Egypt from the Death of Ramesses III to the End of the Twenty-First Dynasty' in The Middle East and the Aegean Region c.1380–1000 BC. Cambridge University Press. ISBN 978-0-521-08691-2.
- Clarke, Somers; R. Engelbach (1990). Ancient Egyptian Construction and Architecture. Dover Publications. ISBN 978-0-486-26485-1.
- Clayton, Peter A. (1994). Chronicle of the Pharaohs. Thames and Hudson. ISBN 978-0-500-05074-3.
- Dodson, Aidan; Hilton, Dyan (2004). The Complete Royal Families of Ancient Egypt. Thames & Hudson. ISBN 978-0-500-05128-3.
- Edgerton, William F. (1951). «The Strikes in Ramses III's Twenty-Ninth Year». Journal of Near Eastern Studies 10 (3): 137-145. JSTOR 542285.
- Gillings, Richard J. (1972). Mathematics in the Time of the Pharaohs. New York: Dover. ISBN 978-0-262-07045-4.
- Greaves, R.H.; O.H. Little (1929). Gold Resources of Egypt, Report of the XV International Geol. Congress, South Africa.
- Grimal, Nicolas (1992). A History of Ancient Egypt. Blackwell Books. ISBN 978-0-631-17472-1.
- Herodotus ii. 55 and vii. 134
- Kemp, Barry (1991). Ancient Egypt: Anatomy of a Civilization. Routledge. ISBN 978-0-415-01281-2.
- Kitchen, Kenneth Anderson (1996). The Third Intermediate Period in Egypt (1100–650 BC) (3rd edición). Warminster: Aris & Phillips Limited.
- Lehner, Mark (1997). The Complete Pyramids. London: Thames & Hudson. ISBN 978-0-500-05084-2.
- Lucas, Alfred (1962). Ancient Egyptian Materials and Industries, 4th Ed. London: Edward Arnold Publishers.
- Peter Der Manuelian (1998). Egypt: The World of the Pharaohs. Bonner Straße, Cologne Germany: Könemann Verlagsgesellschaft mbH. ISBN 978-3-89508-913-8.
- Mieroop, Marc van de (2025). Historia del Antiguo Egipto (3200 a. C.-395 d. C.). Madrid: Editorial Trotta. ISBN 978-84-1364-301-4.
- Myśliwiec, Karol (2000). The Twilight of Ancient Egypt: First Millennium B.C.E.(trans. by David Lorton). Ithaca and London: Cornell University Press.
- Nicholson, Paul T. (2000). Ancient Egyptian Materials and Technology. Cambridge, UK: Cambridge University Press. ISBN 978-0-521-45257-1.
- Romer, John (2012). A History of Ancient Egypt: From the First Farmers to the Great Pyramid. Penguin Books. ISBN 978-1-84614-377-9.
- Robins, Gay (2000). The Art of Ancient Egypt. Harvard University Press. ISBN 978-0-674-00376-7.
- Scheel, Bernd (1989). Egyptian Metalworking and Tools. Haverfordwest, Great Britain: Shire Publications Ltd. ISBN 978-0-7478-0001-9.
- Shaw, Ian (2003). The Oxford History of Ancient Egypt. Oxford University Press. ISBN 978-0-500-05074-3.
- Wilkinson, R. H. (2000). The Complete Temples of Ancient Egypt. London: Thames and Hudson. ISBN 978-0-500-05100-9.
- Wilkinson, R.H. (2003). The Complete Gods and Goddesses of Ancient Egypt. London: Thames and Hudson. ISBN 978-0-500-05120-7.
- Wilkinson, T. (2010). The Rise and Fall of Ancient Egypt: The History of a Civilisation from 3000BC to Cleopatra. London: Bloomsbury. ISBN 978-0-7475-9949-4.
- Yurco, Frank J. (1999). «End of the Late Bronze Age and Other Crisis Periods: A Volcanic Cause». Saoc 58.

### Egipto ptolemaico
- Bowman, Alan K (1996). Egypt after the Pharaohs 332 BC – AD 642 (2nd edición). Berkeley: University of California Press. pp. 25-26. ISBN 978-0-520-20531-4.
- Lloyd, Alan Brian (2000). The Ptolemaic Period (332–30 BC) In The Oxford History of Ancient Egypt, edited by Ian Shaw. Oxford and New York: Oxford University Press.
- Stanwick, Paul Edmond (2003). Portraits of the Ptolemies: Greek kings as Egyptian pharaohs. Austin: University of Texas Press. ISBN 978-0-292-77772-9.